# Luigi Federzoni
Luigi Federzoni (Bologna, 27 settembre 1878 – Roma, 24 gennaio 1967) è stato un politico e scrittore italiano.
Fu Presidente del Senato del Regno dal 1929 al 1939.

## Biografia
Figlio del letterato Giovanni Federzoni e di Elisa Giovannini, nel 1900 si laureò in lettere con Giosuè Carducci all'Università di Bologna, conseguendo successivamente anche una laurea in giurisprudenza. Nella sua attività di giornalista e come autore di romanzi, novelle e saggi letterari usò come pseudonimo l'anagramma Giulio De Frenzi.

### Nell'ANI
Nel 1910 fu tra i fondatori, con Enrico Corradini, dell'Associazione Nazionalista Italiana e nel 1911, sempre con Corradini, del settimanale L'Idea Nazionale. Divenuto leader del movimento nazionalista, fu dirigente del movimento Re e Patria e nel 1913 fu eletto deputato alla Camera tra i nazionalisti anche con i voti dell'elettorato cattolico, conquistati con le sue posizioni formalmente anti-massoniche. Interventista nel 1914, prese parte alla prima guerra mondiale come tenente di artiglieria. 
Rieletto deputato nel 1919, si iscrisse al gruppo liberale e la sua azione politica fu contraddistinta da un approccio legalitario e relativamente moderato. In Parlamento si interessò spesso di politica estera, schierandosi a favore delle rivendicazioni italiane sull'Adriatico, in particolare a proposito di Fiume e della Dalmazia. Riconfermato nel 1921 nella lista nazionalista, fu Vicepresidente della Camera dal 23 marzo al 31 ottobre 1922.
Durante la marcia su Roma, agì da mediatore tra Vittorio Emanuele III e Mussolini.

### Ministro
Il 31 ottobre 1922 fu chiamato come ministro delle Colonie del governo Mussolini fino al 1924.
Dopo aver contribuito alla fusione, avvenuta nel febbraio 1923, dell’Associazione Nazionalista con il Partito Nazionale Fascista, nel 1924 fu rieletto alla Camera, nelle file del Listone fascista, e nel 1925 fu tra i firmatari del Manifesto degli intellettuali fascisti, redatto da Giovanni Gentile.
Dal giugno 1924 al novembre 1926 fu ministro dell'Interno e poi di nuovo delle Colonie. Da ministro dell'Interno si deve a lui la nomina, il 13 settembre 1926, a Capo della Polizia di Arturo Bocchini. In seguito, si dimise da ministro dell'Interno in polemica con l'ala radicale del fascismo capeggiata da Roberto Farinacci.
Nel novembre 1926 tornò ministro delle Colonie, fino al dicembre 1928, incarico che lasciò perché nominato senatore del Regno.

### Presidente del Senato
Divenne Presidente del Senato nel 1929, riconfermato nel 1934, fino al 1939. In tale veste pronunziò in Campidoglio il discorso commemorativo per Gabriele D'Annunzio.
Negli anni ebbe diverse cariche culturali e onorifiche. Fu presidente della Società Geografica Italiana dal 1923 al 1926; dal 1938 al 1943 presiedette l'Accademia d'Italia e dal 17 marzo 1938 al 6 ottobre 1943 fu presidente dell'Istituto dell'Enciclopedia Italiana. Fu inoltre socio nazionale dell'Accademia Nazionale dei Lincei (6 maggio 1935 - 4 gennaio 1946), presidente dell'Istituto fascista dell'Africa italiana (1937-1940) e presidente della società editrice della rivista "Nuova Antologia".
Nella seduta del Gran consiglio del fascismo del 25 luglio 1943 fu tra i firmatari dell'ordine del giorno contro Benito Mussolini presentato da Dino Grandi e per questo nel 1944 fu condannato a morte in contumacia dal tribunale fascista di Verona. Rifugiatosi nell'ambasciata del Portogallo presso la Santa Sede dopo l'8 settembre, lasciò l'Italia dopo la liberazione di Roma.

### Dopoguerra
Nel 1945 l'Alta corte di giustizia lo condannò all'ergastolo, ma fu amnistiato nel 1947. Rientrato in Italia, si stabilì a Roma.
Nel 1946 dichiarò a La Stampa di non aver prestato mai giuramento di fedeltà al fascismo, rimanendo fedele alla monarchia e al popolo italiano:
(Francesco Lamendola, 25 luglio 1943, fu tradimento?)
Ha lasciato diari sulla vicenda da lui vissuta lungo tutto il ventennio; peraltro, lo storico Renzo De Felice ricordò che l'unico personaggio storico che si rifiutò di riceverlo - tra quelli da lui interpellati per avere testimonianze dirette sul fascismo - fu proprio Federzoni.
Dopo aver curato la prima edizione dello scambio epistolare fra Francesco Crispi e Abele Damiani, nel 1942 pubblicò l'opera omnia di Alfredo Oriani alla quale seguì nel 1957 quella dell'amico e maestro Giosuè Carducci.
Nel novembre 2019 l'Archivio Storico dell’Istituto dell’Enciclopedia italiana ha iniziato ad esaminare il diario di 500 pagine, che apparteneva al Fondo personale di Federzoni depositato da alcuni decenni presso il MiBACT. Il padre di Federzoni l'aveva conservato a Lugano prima di affidarlo ad Angelo Giuseppe Jelmini, vescovo locale dal 1935 al 1968.

## Opere
- Il corruttore, Bologna, Zanichelli, 1900.
- Candidati all'immortalità (Prima serie), come Giulio De Frenzi, Bologna, Zanichelli, 1904.
- Il sandalo d'Apelle. Note su l'arte contemporanea, come Giulio De Frenzi, Bologna, Libr. Treves di L. Beltrami Edit., 1904.
- L'allegra verità, come Giulio De Frenzi, Milano, De Mohr, Antongini e C., 1905.
- Il lucignolo dell'ideale, come Giulio De Frenzi, Napoli, Ricciardi, 1909.
- Per l'italianità del "Gardasee", come Giulio De Frenzi, Napoli, Ricciardi, 1909.
- Di alcuni libri del 1909. Note bibliografiche, come Giulio De Frenzi, con Alberto Lumbroso, Roma, Libreria editrice della Rivista di Roma, 1910.
- Un eroe: Alfredo Oriani, come Giulio De Frenzi, Roma, Libreria della Rivista di Roma, 1910.
- Ignacio Zuloaga, come Giulio De Frenzi, Roma, Garzoni-Provenzani, 1912.
- L'Italia nell'Egeo, come Giulio De Frenzi, Roma, Garzoni-Provenzani, 1913.
- L'italiano errante. Giacomo Casanova di Seingalt, come Giulio De Frenzi, Napoli, Ricciardi, 1913.
- La Dalmazia che aspetta, Bologna, Zanichelli, 1915.
- Popolari e nazionalisti, Bologna, La tip. nazionale, 1921.
- Il Trattato di Rapallo. Con un'appendice di documenti, Bologna, Zanichelli, 1921.
- Presagi alla nazione. Discorsi politici, Milano, Casa editrice Imperia del Partito nazionale fascista, 1924; Milano, Mondadori, 1925.
- Paradossi di ieri, Milano, Mondadori, 1926.
- Venti mesi di azione coloniale, Milano, Mondadori, 1926.
- Rinascita dell'Africa romana, Bologna, Zanichelli, 1929.
- Il ritorno di Giosuè Carducci, Bologna, Zanichelli, 1932.
- I problemi attuali dell'agricoltura italiana, studi raccolti e coordinati da, Bologna, Zanichelli, 1933.
- A. O.. Il "Posto al sole", Bologna, Zanichelli, 1936.
- Parole fasciste al Sud America, Bologna, Zanichelli, 1938.
- L'ora della Dalmazia, Bologna, Zanichelli, 1941.
- Esercito e impero. [9 maggio 1941], in Pagine sulla guerra alla radio, Firenze, Sansoni, 1941.
- Bologna carducciana, Bologna, Cappelli, 1961.
- Italia di ieri per la storia di domani, Milano, Mondadori, 1967.
- 1927: diario di un ministro del fascismo, Firenze, Passigli, 1993. ISBN 88-368-0261-3.
- Luigi Federzoni, Canto e azione in Gabriele d'Annunzio : discorso commemorativo pronunziato in Campidoglio, Roma, Reale Accademia d'Italia, 1938,  p. 18, OCLC 310885206. Ospitato su archive.is.
- Giosuè Carducci e Luigi Federzoni, Opere, 30 voll., Bologna, Zanichelli, 1957, OCLC 903395376.

## Nella cultura di massa
•  Nel celebre Romanzo di Carlo Emilio Gadda 'Quer Pasticciaccio Brutto de Via Merulana' compare un'ampia critica all'uomo politico Federzoni, in particolare legata alla sua attività come ministro dell'Interno e Capo della Polizia durante il governo Mussolini. Gadda tramite l'uso di un neologismo di sua invenzione parla di 'Federzonite'
- Nella serie tv del 2024 La lunga notte - La caduta del Duce Luigi Federzoni è interpretato da Giuseppe Antignati.